# Юнаково
Юнаково — село в Калачеевском районе Воронежской области.
Входит в состав Меловатского сельского поселения.

## Население
| 1859 | 1897 | 2010 |
| ---- | ---- | ---- |
| 648  | ↗796 | ↘282 |

## Улицы
- ул. 8 Марта,
- ул. Заречная,
- ул. Комсомольская.

## Известные уроженцы
- Оковитов, Андрей Иванович (1916—1971) — советский государственный и политический деятель.